# Dmitrij Iljinych
Dmitrij Siergiejewicz Iljinych (ros. Дмитрий Сергеевич Ильиных; ur. 31 stycznia 1987 w Soczi) – rosyjski siatkarz, reprezentant kraju grający na pozycji przyjmującego. Został odznaczony tytułem Zasłużonego Mistrza Sportu. 

## Sukcesy klubowe
Mistrzostwo Rosji:
- 2005, 2013
- 2006, 2010, 2015, 2017
- 2011, 2014

Puchar Rosji:
- 2005, 2012, 2013

Superpuchar Rosji:
- 2013, 2014

Liga Mistrzów:
- 2014

Klubowe Mistrzostwa Świata:
- 2014

## Sukcesy reprezentacyjne
Mistrzostwa Świata Kadetów:
- 2005

Mistrzostwa Europy Juniorów:
- 2006

Letnia Uniwersjada:
- 2009, 2013

Liga Światowa:
- 2011, 2013

Memoriał Huberta Jerzego Wagnera:
- 2014
- 2011, 2013

Igrzyska Olimpijskie:
- 2012

Mistrzostwa Europy:
- 2013

Puchar Wielkich Mistrzów:
- 2013

## Nagrody indywidualne
- 2006: MVP i najlepszy atakujący Mistrzostw Europy Juniorów
- 2013: Najlepszy przyjmujący Pucharu Wielkich Mistrzów

## Odznaczenia
- Order Przyjaźni (13 sierpnia 2012 roku)[3].
- Tytuł Zasłużonego Mistrza Sportu (2012).